# Покаринин, Игорь Викторович
Игорь Викторович Покаринин (30 апреля 1981, Одесса, Украинская ССР, СССР) — украинский футболист, полузащитник. Сын футболиста Виктора Покаринина.

## Игровая карьера
Воспитанник СДЮСШОР «Черноморец». Первый тренер — Юрий Скорик. В чемпионате Украины играл в командах первой и второй лиг «Динамо-СКА», «СК Одесса», «Черноморец-2» (все — Одесса), «Николаев», «Олимпия ФК АЭС» (Южноукраинск), «Красилов-Оболонь» (Красилов), «Подолье» (Хмельницкий), «Десна» (Чернигов).
В начале сезона 2006 года перешёл в латвийский «Вентспилс». В первом сезоне пребывания в Латвии помог команде завоевать первый в её истории чемпионский титул. Участвовал в матчах Кубка УЕФА и Кубка Содружества. В следующем году травма и долгое восстановление не позволили игроку выступить на прежнем уровне и в августе 2007 года клуб и футболист расстались по обоюдному согласию.
В августе 2008 года был представлен в качестве игрока «Днестра», но матчей за овидиопольский клуб не сыграл.
Являлся ассистентом Сергея Пучкова в киргизской команде «Мурас Юнайтед» в 2024 году. После назначения Пучкова на должность главного тренера сборной Кыргызстана (до 20 лет) Игорь Покаринин последовал за ним.

## Семья
Отец — советский футболист Виктор Покаринин.

## Достижения
- Победитель чемпионата Латвии: 2006, 2007
- Обладатель Кубка Латвии: 2007